# آسمان (ایزد)
آسمان یکی از ایزدان کهن در اساطیر ایرانی و نخستین آفریدهٔ اهورامزدا پیش از جهان مادی به‌شمار می‌رود. او ایزد نگهبان سپهر است و در اوستا ستوده شده است. آفرینش دیگر پدیده‌ها با آسمان در پیوند است؛ به این معنا که اهورامزدا از گوهر آسمان، آب و از آب، زمین را آفرید و به یاری آسمان، شادی را پدید آورد. در گاه‌شماری ایران باستان، بیست‌وهفتمین روز هر ماه به نام او نام‌گذاری شده است.

## ریشه‌شناسی و نام
واژهٔ آسمان در اوستا به صورت اَسَن (Asan) و اَسمن (Asman) آمده است. در پارسی میانه و پازند نیز به صورت آسمان ثبت شده است. این واژه در اوستا به معنای سنگ نیز به‌کار رفته است.
ایرانیان باستان چهارعنصر یا چهار آخشیج آب، باد، خاک و آتش را بسیار گرامی و مقدّس می‌شمردند و آنها را به‌وجودآورندهٔ هستی و گردانندهٔ جهان می‌دانستند؛ تا آنجا که مذهب بیشتر اقوام کهن ایرانی نیز همین عناصر طبیعت بوده‌است. در میان این خدایان، الههٔ آب، آتش، خورشید و آسمان، اهمیت بیشتری داشتند.
در اساطیر ایرانی اهریمن در نخستین نبرد با اهورمزدا سه هزار سال مدهوش بود. پس اهورمزدا، آفرینش مینوی هستی را صورت مادی بخشید و از گوهر بنیادین خود که روشنی بود، چهار آخشیج (آخشیجان) را آفرید و به ترتیب، آتش، باد، آب و خاک؛ یکی را از دیگری زایاند. آنگاه نخستین چیزی که دیدنی بود آمد، یعنی قطره‌‏ای مایع، مانند دانه اشکی زلال و بزرگ به پهنای همه آب‏های جهان. از این اشک، آسمان آفریده شد که نخستین آفریده از آفریده‌‏های شش‏گانه است. ایزد آسمان وظیفه دارد که در نبرد با اهریمن، دیوان را زندانی کند. این مرد (آسمان ایزد) صاحب دختر یا همسری است که آرمیتی ـ به معنای مادر زمین ـ نام دارد. در تعبیرات کهن‌‏تر او را دختر خود هرمز دانسته ‏اند.

## نقش و جایگاه در اساطیر ایرانی
آسمان در باور ایرانیان باستان، نخستین آفرینش مینوی اهورامزدا پیش از پیدایش جهان مادی بوده است. طبق متون اوستایی (فروردین یشت، بند ۳)، آسمان آغاز و انجامی نادیدنی دارد و یکی از بنیادی‌ترین عناصر آفرینش به‌شمار می‌رود. دیگر پدیده‌های هستی از آسمان سرچشمه گرفته‌اند؛ به‌گونه‌ای که اهورامزدا از گوهر آسمان، آب را آفرید و از آب، زمین را پدید آورد. همچنین شادی به یاری آسمان در جهان گیتی پدید آمد تا آفریدگان در دوران آمیختگی، که همان روزگار کنونی است، در آرامش زندگی کنند.

## ساختار آسمان در باورهای ایرانی
ایرانیان باستان، آسمان را دارای هفت پایه می‌دانستند:
1. ابرپایه
2. سپهر اختران
3. ستارگان آلوده‌نشده
4. بهشت، که جایگاه ماه است
5. سپهر خورشید
6. جایگاه امشاسپندان
7. روشنایی بی‌کران، که جایگاه اورمزد است

در برخی منابع، تنها سه پایه برای آسمان ذکر شده است:
- ستاره‌پایه
- ماه‌پایه
- خورشیدپایه

## همکاران و ایزدان مرتبط
ایزد آسمان با چندین ایزد دیگر در ارتباط است که از جملهٔ آن‌ها می‌توان به شهریور ، خور ، مهر و انغر روشن اشاره کرد. این ایزدان در پاسداری از سپهر، نور و داد نقش دارند.

## پرستش و نیایش
آسمان به‌عنوان یکی از ایزدان برجسته در آیین‌های دینی ایرانیان ستوده می‌شد. او سرچشمهٔ نور و گرمای خورشید دانسته شده و همان‌گونه که خورشید مورد نیایش قرار می‌گرفت، آسمان نیز در نیایش‌های مزدیسنی جایگاهی والا داشت.